# Rotonda (arquitectura)

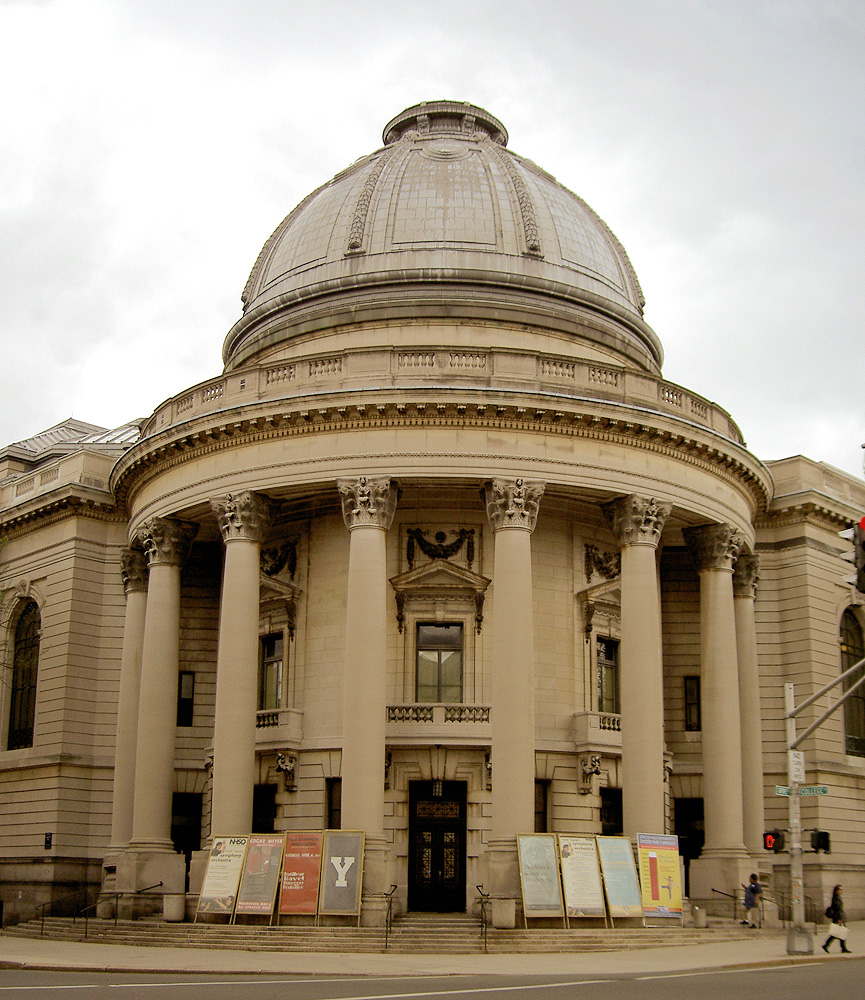
Rotonda memorial en Yale (EE. UU.).

Se llama rotonda a un templo, edificio, o sala circular cubiertos por una cúpula o techo también circular o esférico. 
Ofrecen la forma de rotondas:
- el Panteón de Roma;
- la iglesia del Santo Sepulcro de Jerusalén y sus numerosas imitaciones;
- la magna capilla de El Escorial;
- la capilla de los Médici en Florencia;
- la Basílica de San Francisco de Paula en Nápoles;
- la iglesia de la Asunción de París está coronada por una rotonda de madera;
- el antiguo mercado del trigo, hoy Bolsa del Comercio de la misma capital, está coronada por una rotonda de hierro;
- la Villa Capra, también conocida como Villa Rotonda.

Se llama también rotonda al templete circular de puro adorno con una sola fila de columnas que solía emplearse en los jardines de los siglos XVII y XVIII a imitación del que había en los jardines de Versalles con el nombre de Sala o bosquecillo de Apolo.